# علي أمجد ريزفي
 علي أمجد ريزفي، من مواليد 29 مايو 1975، هو باكستاني المولد وكندي الجنسية ، كاتب ملحد ومُسلِم سابق وعلماني إنساني  يستكشف تحديات المسلمين الذين يتركون عقيدتهم. يكتب عمودًا في Huffington Post ويشارك في استضافة برنامج «الجهاديون العلمانيون» في بودكاست التنوير الإسلامي مع أرمين نافابي.

## حياة سابقة
ولد ريزفي في لاهور بباكستان عام 1975  وسط عائلة مسلمة «معتدلة إلى ليبرالية». قضى طفولته المبكرة في ليبيا، وانتقل لاحقًا إلى المملكة العربية السعودية حيث التحق بالمدرسة الأمريكية الدولية في الرياض التي يصفها بأنها مدرسة حصرية لأبناء أسر المغتربين الذين يعيشون في الرياض، الشيء الذي حد من تعرضه للثقافة والعادات السعودية. تلقى والديه تعليمًا في أمريكا الشمالية، ودرسا في جامعة سعودية. أشارت عائلة ريزفي ومغتربون آخرون إلى ساحة في الرياض حدثت فيها عمليات قطع الرؤوس علنًا باسم «ساحة تشوب تشوب».
عاشت الأسرة في المملكة العربية السعودية لأكثر من عشر سنوات.  وبكونهم مسلمين شيعة، وجب عليهم توخي الحذر عند ممارسة شعائرهم الدينية،  متظاهرين على أنها «عشاء»، وعند مشاهدة الخطب الشيعية على شاشة التلفزيون، يكونون على استعداد لإغلاقه في حال اقتحمت هيئة الأمر بالمعروف المنزل. لم يكن لدى ريزفي ووالديه فهم للقرآن ولا الصلوات اليومية، لأن هذه كانت باللغة العربية، وهي لغة بالكاد يفهمونها. عندما اشترى ريزفي ترجمة إنجليزية للقرآن ذات يوم، وبدأ في قراءتها، قال إنه صُدم بتصريحات حول قطع رأس الكفار (سورة 8: 12-13)، وبتر أيدي اللصوص (سورة 5:38) والعنف. ضد النساء (سورة 4:34)، من بين أمور أخرى. لقد واجه والديه بالأمر، وقال إنهما كانا مذهولين بنفس القدر. بدراسة الكتاب المقدس بجد، شكك ريزفي بشكل متزايد وفقد إيمانه في النهاية. 
أنهى ريزفي دراسته الطبية في جامعة آغا خان في كراتشي، باكستان، ثم هاجر إلى كندا  كمقيم دائم في عام 1999. حصل على درجة الماجستير في العلوم من جامعة ماكماستر في هاميلتون، أونتاريو، كندا في عام 2003، ثم درس علم الأمراض في جامعة بوفالو في شمال نيويورك، الولايات المتحدة (2004-2008)، وبعد ذلك عاد إلى كندا.  

## المسار المهني
إضافة إلى عمله التكويني في علم أمراض الأورام  والآن الاتصالات الطبية، كتب ريزفي لمنافذ إخبارية بما في ذلك Huffington Post وCNN.com و New York Post. لقد تحدث وكتب عن القضايا المؤثرة على حياة المسلمين والمسلمين السابقين، فضلاً عن تجاربه الخاصة في كونه مرتدًا، ويتحدى المعلومات المضللة المنتشرة حول المسلمين.  ويقول إنه يرفض الخلط بين الإسلام الراديكالي وعامة السكان المسلمين، وذكر أن «البشر لهم حقوق وعليهم الاحترام. الأفكار والكتب والمعتقدات ليست كذلك.»  إنه يرفض صلاحية مصطلح الإسلاموفوبيا، الذي يزعم أنه يدعو منتقدي الدين بالتزام الصمت. كما تحدث عن المحاولات الغربية لتشريع لبس البرقع والنقاب، قائلاً: «حرية الاختيار تعني أيضًا حرية الاختيار السيئ وبالنسبة لي أفضل طريقة لمحاربة الأفكار السيئة هي بالأفكار الجيدة وليس الحظر».
بحلول عام 2011، كانت كتاباته واهتماماته العلمانية تحظى بالأولوية لذا فقد غير مسيرته المهنية إلى الاتصالات الطبية حتى يتمكن من تكريس المزيد من الوقت للكتابة.
في عام 2015، قدم ريزفي تقريرًا خاصًا لشبكة سي إن إن لفت الانتباه إلى قضية صديقه رائف بدوي، وهو مؤلف ومنشق سعودي مسجون في المملكة العربية السعودية بتهم عديدة من بينها الردة.
في عام 2017، أطلق ريزفي بودكاست الجهاديين العلمانيين من الشرق الأوسط مع مسلمين سابقين أرمين نافابي (الجمهورية الملحدة) وفيصل سعيد المطر (الحركة الإنسانية العلمانية العالمية) وياسمين محمد (اعترافات مسلم سابق). في يناير 2018، تمت إعادة تسمية المسلسل باسم الجهاديين العلمانيين من أجل التنوير الإسلامي، مع رزفي ونافابي كمضيفين مشاركين، ويمكن للمعجبين دعمه من خلال Patreon.
في عام 2018، ظهر ريزفي في فيلم `` الإسلام ومستقبل التسامح ''، وهو فيلم وثائقي يستند إلى محادثة بين سام هاريس وماجد نواز. في الفيلم الوثائقي، يشارك رضوي تجاربه الشخصية أثناء نشأته في دولة ذات غالبية مسلمة.  

## المسلم الملحد
ريزفي هو مؤلف كتاب The Atheist Muslim: A Journey From Religion to Reason الذي نشرته مطبعة سانت مارتن عام 2016. وهو مزيج من السيرة الذاتية الشخصية وتحليل الحجج المؤيدة لرفض الإسلام من خلال «الإصلاح؛ العلمانية؛ وأخيراً التنوير».  وقد وصفته صحيفة نيويورك تايمزبأنه «مدروس وواضح وموثق جيدًا ومنطقي» ،  «كنزًا من الحجج المنطقية المقنعة والقصص الشخصية التي تجتاح»  وتمت الإشادة بتقديمه «حجج نادرة ومثيرة للاهتمام في الجدل حول الإسلام». ووصفته صحيفة «جلوب آند ميل» بأنه «دعوة عاطفية وفي الوقت المناسب ولكنها في النهاية مشوشة من أجل الإصلاح في الإسلام».
يصف ريزفي معنى العنوان كالتالي: «في العالم الإسلامي، هناك عدد لا يحصى من المفكرين الأحرار والملحدين واللاأدريين الذين لا يستطيعون التحدث علانية عن آرائهم. هؤلاء أناس غير متدينين في أذهانهم، لكن يجب عليهم التظاهر بأنهم مسلمون. انهم يعيشون حياة متناقضة. هذا هو التناقض في عنواني. ثانيًا، العنوان يسخر من فكرة أنه يمكنك دائمًا اختيار التقاليد الدينية. لدي صديقة تسمي نفسها» نسوية مسلمة«. سألتها ماذا يعني ذلك؟ مثل نباتي أكل اللحوم؟ حسنًا، قالت، بالطبع هناك فقرات تميز ضد المرأة في القرآن أختلف معها، لكن الجميع يختار ما يشاء، وكذلك أنا» 
ووفقًا لريزفي، فإن تأليف كتابه «لم يكن من الممكن تصوره قبل حوالي 20 عامًا»، مذكرا بالاحتجاج ضد سلمان رشدي للآيات الشيطانية (1988 وما بعده) وجدل الرسوم الكاريكاتورية في جيلاند بوستن محمد (2005-2006)، لكنه يجادل أن انتقاد الإسلام قد تم تطبيعه إلى حد كبير بحلول أواخر عام 2010. (15:18)
اعتبارًا من أبريل 2018، تمت ترجمة المسلم الملحد إلى الإندونيسية والهولندية، وجاري إصدار نسخة عربية. 
حاز ريزفي على جائزة كتاب موريس دي فوركوش لعام 2016 عن المسلم الملحد.

## الآراء

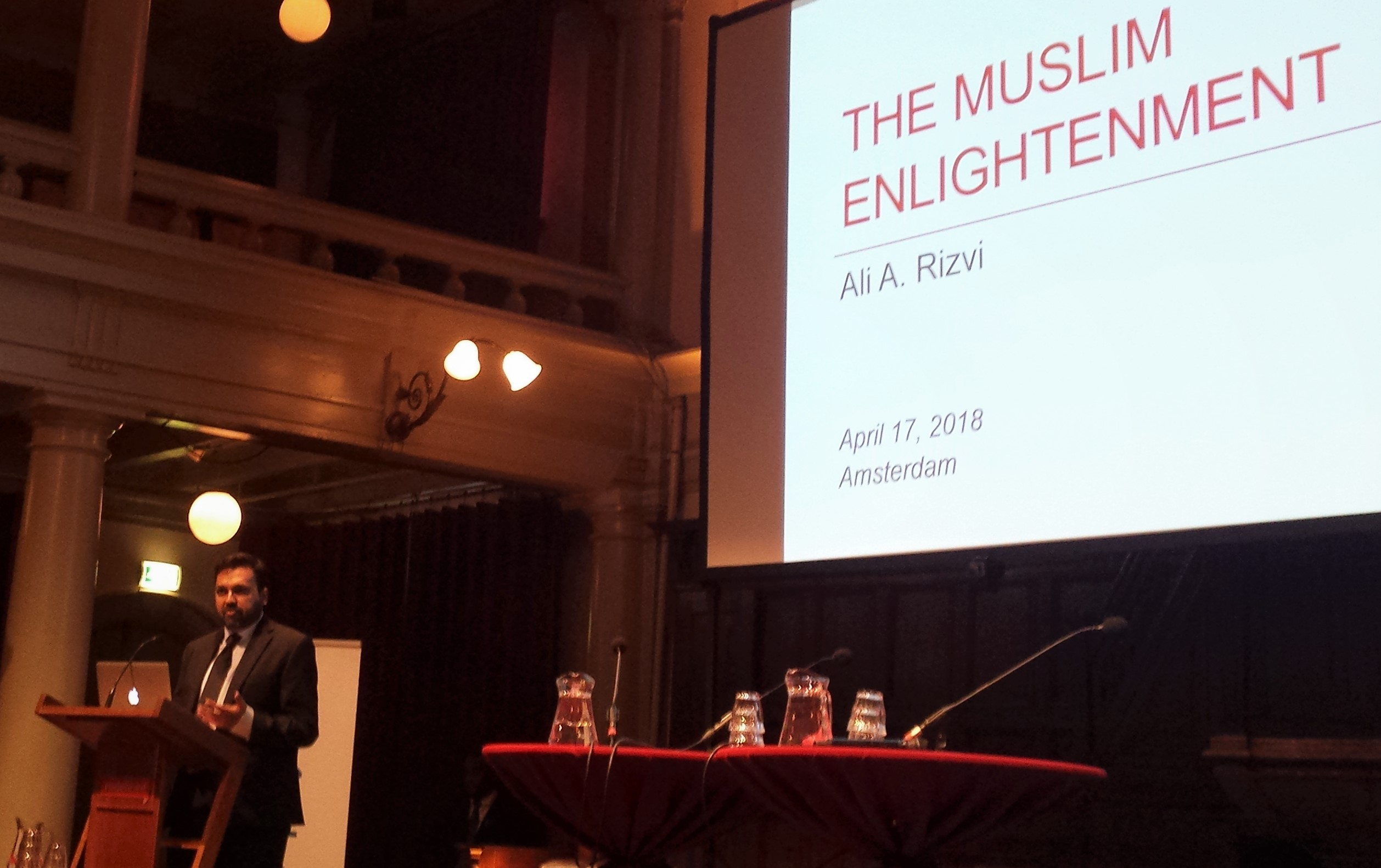
رضوي محاضرة عن التنوير الإسلامي في أمستردام (2018).

في الخطب والمقابلات، كثيرا ما يقتبس ريزفي بيانات من الناشطة الإسلامية السابقة مريم نمازي: «الإنترنت تفعل بالإسلام ما فعلته المطبعة بالمسيحية».   (19:49) «بفضل الإنترنت، يرى المسلمون اليوم المزيد من العالم. فهم يبحثون عن ترجمات لنصوص قرآنية ويناقشونها في غرف الدردشة والمنتديات. وبالتالي فإن العلمانية بين المسلمين هي الآن أكثروضوحًا وتصبح طبيعية».
ورأى أن «بعض أجزاء العهد القديم تشبه إلى حد كبير كتيب الدولة الإسلامية، لكن معظم المسيحيين واليهود لم يعودوا يأخذون الأمر بجدية على الإطلاق، لأنهم لم يعودوا يعتبرون كتبهم حرفية ومعصومة من الخطأ. . . وهذا يوفر لهم مخرجا. ومع ذلك، لا يزال معظم المسلمين يعتبرون القرآن على أنه كلام الله الحرفي المعصوم من الخطأ. في البلدان التي أجرى فيها مركز بيو للأبحاث استطلاعًا لهذا الرأي، يعتقد أكثر من 80٪ من المسلمين نفس الشيء. هذا الرقم هو نفسه في الولايات المتحدة، حيث يكون المسلمون أفضل تعليماً واندماجاً في المجتمع مقارنة بأوروبا.» 
إن حقيقة أن العديد من المسلمين يؤيدون الإعدام بسبب الردة، لكنهم يستثنون أقاربهم وأصدقائهم، هو مثال على ما يسميه ريزفي «الانقسام المعرفي في أذهان العديد من المسلمين المعتدلين: من ناحية، يرغبون في البقاء مخلصين للإيديولوجيا، ولكنه غير واضح إلى أي حد يدعمونها بالفعل. إنهم يعيشون في عالمين. . .عندما سألت بعض أفراد عائلتي الممتدة [ما إذا كان ينبغي قتل المرتدين]، يوافقون. لكن عندما أسألهم هل يجب أن أقتل أنا أيضًا، لأنني أنا نفسي مرتد بعد كل شيء، يقولون: لا، لست أنت؛ أنت رجل لطيف.» 
ذكر ريزفي أن السياسيين الشعبويين اليمينيين محقون في تحدي «الأفكار الاستبدادية والشمولية الموجودة في الكتب المقدسة»، على الرغم من أن العديد من الأشخاص الآخرين بمن فيهم المسلمون أنفسهم فعلوا ذلك أيضًا على مر العصور. من ناحية أخرى، يعارض ريزفي التنميط الخاص للمسلمين، وشيطنة المسلمين، وفرض حظر على هجرة المسلمين إلى الغرب، لأن ذلك يميز بشكل غير عادل ويستبعد الناس، بما في ذلك منتقدو الإسلام السابقون. إنه يأسف لحقيقة أن اليسار الرجعي واليمين المتطرف لا يميزان بين الإسلام - الأيديولوجيا؛ والمسلمين - الناس.  (17:27) وجادل بأن الجماعات المتطرفة مثل الإخوان المسلمين وحماس قامت بنشر مصطلح «الإسلاموفوبيا» عن قصد، من أجل مساواة التعصب ضد المسلمين بـ «النقد المشروع تمامًا للإسلام» كدين، بهدف إسكات هذا الأخير.  
ويجادل ريزفي بأن الإرهاب الإسلامي بحد ذاته هو غير قادر تمامًا على هزيمة الغرب، ولكن إذا سلبت الحكومات الغربية القيم والحريات المدنية المستنيرة لإرضاء شعور المواطنين بجنون العظمة بالأمن، «هكذا سيفوز [الإرهابيون]».  (42:20)

## الحياة الشخصية
ريزفي يعيشان في تورنتو. يعزف على الغيتار في فرقة الروك ديد شيري مع أخيه زامير ريزفي. ويصف نفسه: «أنا نفسي ليبرالي، وأصوت ليبراليًا». 
قال ريزفي إنه وزوجبانتظام تهديدات بالقتل من الأصوليين المسلمين والنازيين الجدد وأعضاء اليمين المتطرف، ومعظمهم من أشخاص خارج كندا. 

## روابط خارجية
- مقابلة مع Rizvi على قناة CBC